# پیتر رهنل
پیتر رهنل (استونیایی: Peeter Rahnel؛ زادهٔ ۱ ژانویهٔ ۱۹۵۷) سیاستمدار و نماینده مجلس اهل استونی است.